# Bill Kirby
Pour les articles homonymes, voir William Kirby et Kirby.
William ("Bill") Ashley Kirby, né le 12 septembre 1975 à Perth (Australie-Occidentale), est un nageur australien spécialiste des épreuves de nage libre et de papillon. Souvent relégué dans l'ombre de compatriotes à cause de la très forte densité de la natation australienne, son palmarès s'est surtout construit par des succès en relais. Le nageur est ainsi champion olympique, champion du monde en grand et petit bassin ainsi que médaillé d'or aux championnats pan-pacifiques.

## Carrière
Bill Kirby fait sa première apparition en sélection nationale à l'occasion des championnats pan-pacifiques 1993 avant de participer aux jeux du Commonwealth de 1994 organisés à Victoria au Canada puis aux championnats du monde 1994 disputés à Rome. Après avoir raté la sélection pour les Jeux olympiques d'Atlanta, le nageur songe à abandonner la natation.
Il retrouve cependant l'équipe nationale lors des championnats du monde en petit bassin 1997 organisés à Göteborg. Titularisé dans le relais 4 × 200 m nage libre, l'Australien y décroche la médaille d'or en participant à la réalisation d'un nouveau record du monde. Bien qu'il manque la qualification pour les championnats du monde 1998 disputés dans sa ville natale, Kirby se console en participant aux jeux du Commonwealth de 1998 organisés à Kuala Lumpur. Il y remporte la médaille d'argent sur l'épreuve du 200 m papillon en descendant pour la première fois sous les deux minutes en 1 min 59 s 57. Aux championnats pan-pacifiques 1999, il est aligné aux côtes de Michael Klim, de Ian Thorpe et de Grant Hackett dans le relais 4 × 200 m nage libre qui remporte la médaille d'or et établit un nouveau record du monde en 7 min 08 s 79. S'entraînant à l'Australian Institute of Sport, Bill Kirby se qualifie pour les Jeux olympiques de Sydney en relais. Il ne parvient cependant pas à gagner sa sélection en individuel puisque seulement troisième du 200 m papillon lors des sélections australiennes. Lors des jeux, titulaire au sein du relais 4 × 200 m nage libre, il remporte le titre olympique avec Thorpe, Klim et Todd Pearson grâce à un nouveau record du monde. L'année suivante à Fukuoka, le nageur remporte le titre de champion du monde en grand bassin toujours au sein du relais 4 × 200 m. Individuellement, il y obtient la cinquième place lors de la finale du 200 m nage libre.
Il se retire de la compétition de haut niveau à l'issue de ces championnats pour entamer une seconde carrière en tant qu'entraîneur. Il s'est également lancé dans le monde des affaires.

## Palmarès

### Jeux olympiques
- Jeux olympiques de 2000 à Sydney (Australie) :
  -  Médaille d'or au titre du relais 4 × 200 m nage libre (7 min 7 s 05, record du monde).

### Championnats du monde
- Championnats du monde en petit bassin 1997 à Göteborg (Suède) :
  -  Médaille d'or au titre du relais 4 × 200 m nage libre (7 min 2 s 74, record du monde).

- Championnats du monde 2001 à Fukuoka (Japon) :
  -  Médaille d'or au titre du relais 4 × 200 m nage libre (7 min 4 s 66, record du monde).

### Championnats pan-pacifiques
- Championnats pan-pacifiques 1999 à Sydney (Australie) :
  -  Médaille d'or au titre du relais 4 × 200 m nage libre (7 min 8 s 79, record du monde).

## Records
- Bill Kirby a participé à six records du monde du relais 4 × 200 m nage libre (3 en grand bassin, 3 en petit bassin).